# 艾迪氏症候群
艾迪氏症候群（Adie syndrome），又稱為福爾摩斯－艾迪症候群（Holmes-Adie syndrome）是一種神經系統疾病，症狀為瞳孔強直性擴張。患者的瞳孔在光線照射下縮小緩慢，但擁有較顯著的調視反射，此現象稱為光-調視反射解離（light-near dissociation）。此類患者常伴隨跟腱反射或膝躍反射缺失，以及排汗功能異常。
該症候群肇因於支配眼球反射的副交感神经節後神經纖維受損，而造成損傷的原因通常是源自於病毒或細菌感染，感染的發炎反應導致了支配瞳孔的自主神经系统損傷。該症候群最早是由英國神經科醫師威廉·約翰·艾迪和戈登·摩根·福爾摩斯於1931年分別獨立描述，故後世也以兩人的姓氏命名此症候群。

## 症狀
艾迪氏症候群具有三個指標性症狀：瞳孔光反射受損、跟腱反射受損、排汗功能異常，要成立此一診斷必須要至少有上述其中一項。在正常的情形下，瞳孔在照光和看近物時會縮小，前者稱為光反射（light reflex），後者則稱為調視反射（accommodation reflex）。一般來說，光反射在縮瞳上的影響會較調視反射顯著許多。但在艾迪氏症候群的患者中，這兩個反射對於縮瞳的影響程度會逆轉，光反射縮瞳緩慢，反而是看近物時瞳孔縮小的程度較明顯，這種現象稱為光-調視反射解離（light-near dissociation）。
由於瞳孔調節的受損，患者也常伴隨有遠視、畏光，以及閱讀困難等問題。有些患者也會罹患心血管疾病。

## 病生理學
艾迪氏症候群的瞳孔症狀又稱為「艾迪氏瞳孔」（Adie's pupil），是來自於眼球後面的睫狀神經節的功能受損所致，睫狀神經節的副交感神经纖維會支配瞳孔的收縮，如果該神經節因為感染或發炎反應遭到破壞，則瞳孔收縮功則可能受到影響。除了瞳孔之外，患者也可能出現其他自主神经系统方面的問題，例如說背根神經節遭到進犯的患者。艾迪氏瞳孔對乙醯膽鹼非常敏感，所以像匹魯卡品（pilocarpine）等毒蕈鹼興奮劑（muscarinic agonist），在一般人身上使用可能不致於造成瞳孔收縮，但在艾迪氏瞳孔的患者上使用，則可能可以觀察到瞳孔收縮的情形。

## 診斷
瞳孔理學檢查可能可以觀察到虹膜括約肌局部麻痺以及瞳孔邊緣蠕動（vermiform iris movements）。症狀經過一段時間後，瞳孔會出現強直性瞳孔，此時瞳孔大小會較症狀初期小。低劑量匹魯卡品（0.125%）可以檢測瞳孔是否出現膽鹼源去支配超敏感性。正常人在低劑量匹魯卡品下瞳孔並不會收縮，但艾迪氏症候群的患者瞳孔可能會收縮。

此外，電腦斷層和磁共振成像（MRI）也可以幫忙診斷是否有其他神經學病灶。

## 治療
艾迪氏症候群的治療包含眼鏡視力矯正，也可以使用匹魯卡品眼藥水。若盜汗的情形持續且藥物治療無效，可考慮胸交感神经切断术。

## 預後
艾迪氏症候群無致死性，但會造成永久性肌腱反射的喪失，且可能會隨時間逐漸惡化。

## 流行病學
患者大多數為年輕女性，女性比例約為男性的2.6倍，其中約8成進犯單側，2成雙側。

## 延伸閱讀
- Estañol, B.; Callejas-Rojas, R. C.; Cortés, S.; Martínez-Memije, R.; Infante-Vázquez, O.; Delgado-García, G. . Case Reports in Neurological Medicine. 2017, 2017  [2022-06-22]. ISSN 2090-6668. PMC 5385912 . PMID 28428900. doi:10.1155/2017/4919758. （原始内容存档于2022-06-25） （英语）.